# Прапор Валківського району
Пра́пор Валкі́вського райо́ну — офіційний символ територіальної громади Валківського району Харківської області. Затверджений 7 травня 2003 р. рішенням VII сесії XXIV скликання Валківської районної ради.

## Опис
Прапор району являє собою прямокутне двоколірне полотнище: вгорі смуга 2/3 ширини полотнища жовтого кольору, що була прапором Валківської сотні Харківського Слобідського полку, а внизу — смуга малинового кольору 1/3 ширини полотнища, що вказує на належність Валківського району до Харківської області, сучасний прапор якої має малиновий колір.
Співвідношенням ширини до довжини прапора — 2:3.
у центрі прапора міститься зображення герба району. Висота гербового щита дорівнює 1/2 ширини прапора. Під гербом розгорнуто звивисту срібну стрічку, на якій написано синім «Валківський район».
Прапор з трьох сторін, по периметру, окантований золотою бахромою. На прапорі прикріплено дві золотаві стрічки, до яких кріпляться китиці такого ж кольору.
Прапор району двосторонній.
Навершя древка являє собою металевий конус бронзового кольору.
Еталонний зразок прапора міститься в кабінеті голови Валківської районної ради (Харківська область, м. Валки, вул. К. Лібкнехта, 16).